# ديكلوازيت
ديكلوازيت هو معدن من معادن الفانادات، يحوي على فلزي الرصاص والزنك؛ وهو يتبلور وفق نظام بلوري معيني قائم، وهو مكافئ مصاوغ لمعدن الأوليفينيت Olivenite.
ينسب المعدن إلى عالم المعادن الفرنسي ألفرد دي كلوازو Alfred Des Cloizeaux.